# Tetràedre triakis
En geometria, el tetràedre triakis és un dels tretze políedres de Catalan, dual del tetràedre truncat. Es pot obtenir enganxant piràmides de base triangular a cada cara d'un tetràedre regular.
És un dodecàedre no regular. Les seves 12 cares són triangles isòsceles idèntics en els que el costat diferent mesura {\displaystyle {\begin{matrix}{5 \over 3}\end{matrix}}} de la longitud dels altres dos.

## Àrea i volum
Les fórmules per calcular l'àrea A i el volum V d'un tetràedre triakis tal que les seves arestes tenen longitud 3a i 5a són les següents:
{\displaystyle A=15{\sqrt {11}}a^{2}}
{\displaystyle V={\begin{matrix}{75 \over 4}\end{matrix}}{\sqrt {2}}a^{3}}

## Desenvolupament pla

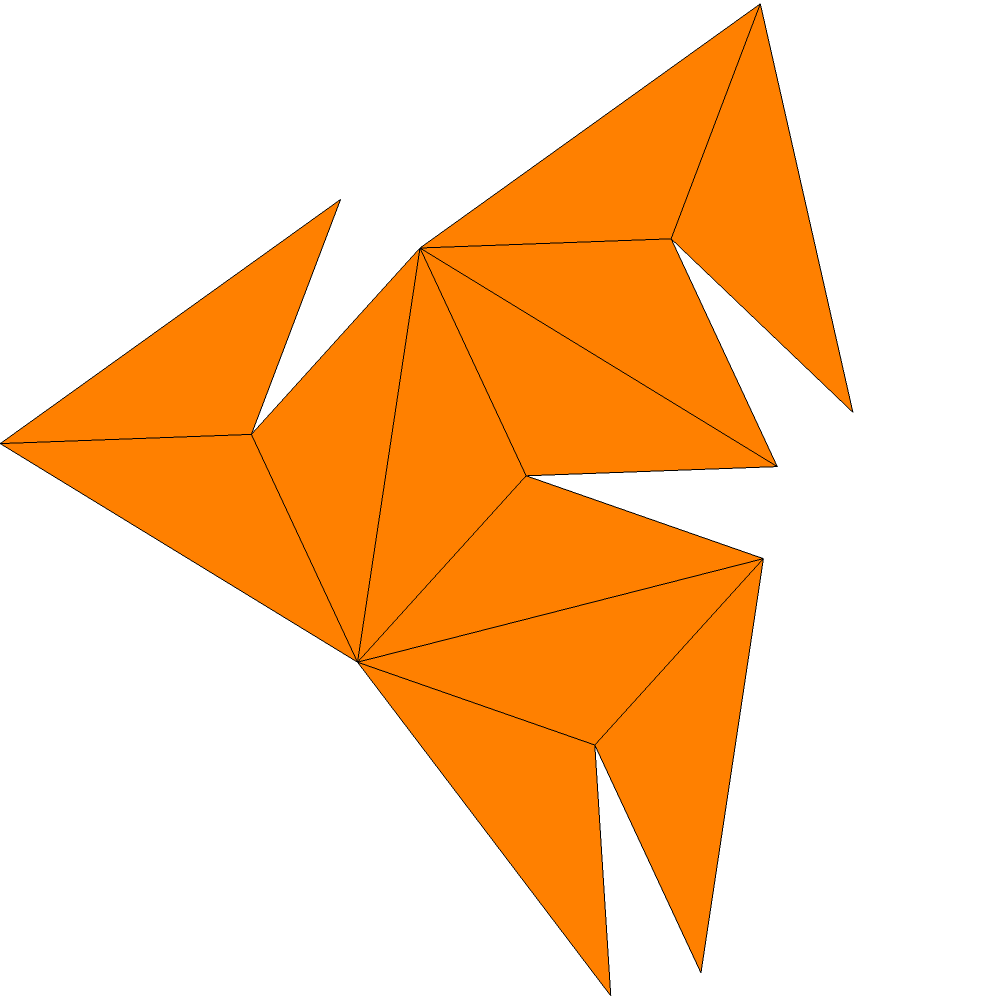
Desenvolupament pla del tetràedre triakis

## Simetries
El grup de simetria del tetràedre triakis té 24 elements, és el grup {\displaystyle T_{d}\cong S_{4}}, el grup de les simetries que preserven l'orientació i el grup tetràedric {\displaystyle T\cong A_{4}}. Són els mateixos grups de simetria que pel tetràedre i pel tetràedre truncat.